# Römerbrücke (Osnabrück)

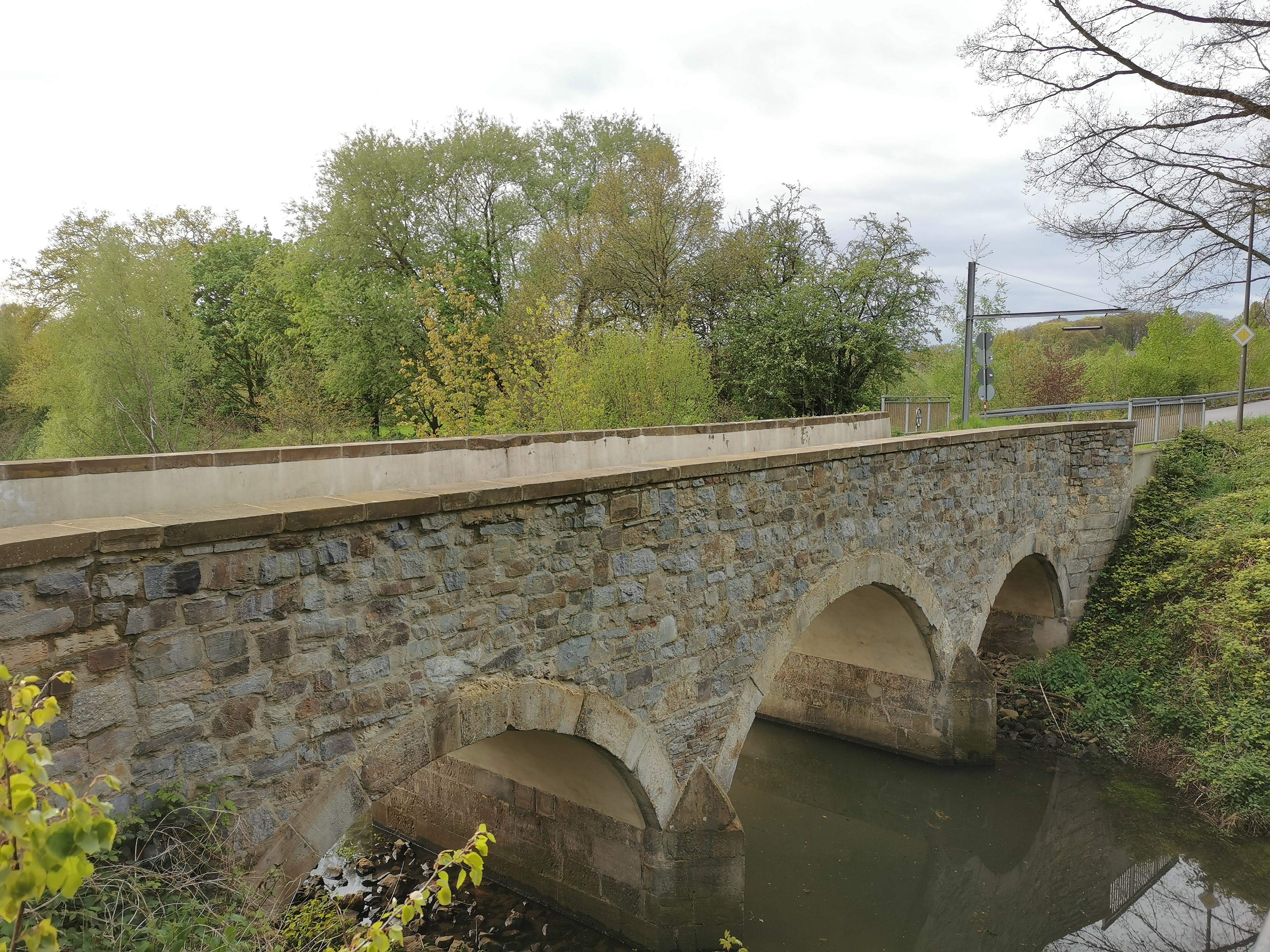
Die Römerbrücke

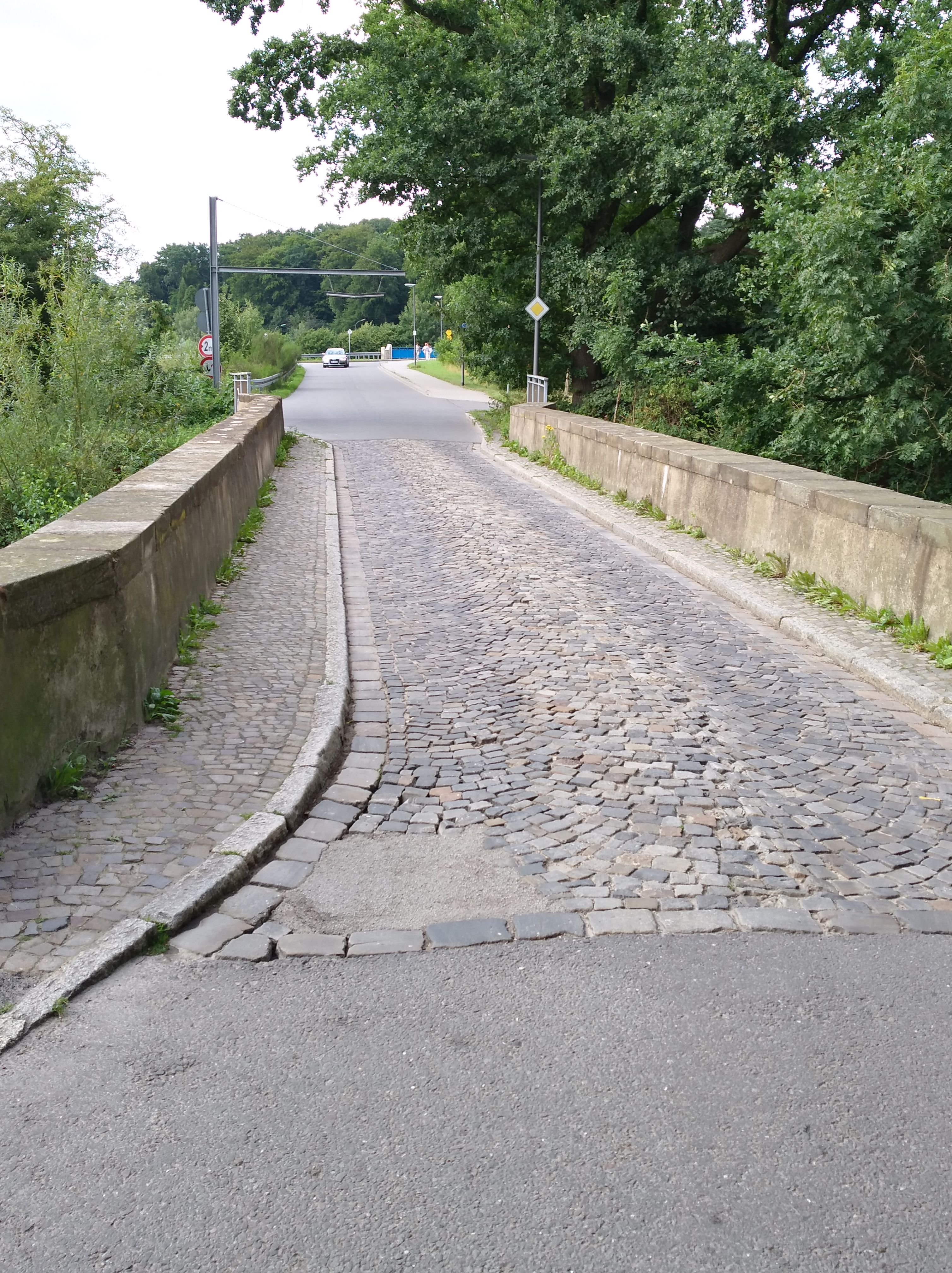
Einspurige Fahrbahn auf der Brücke

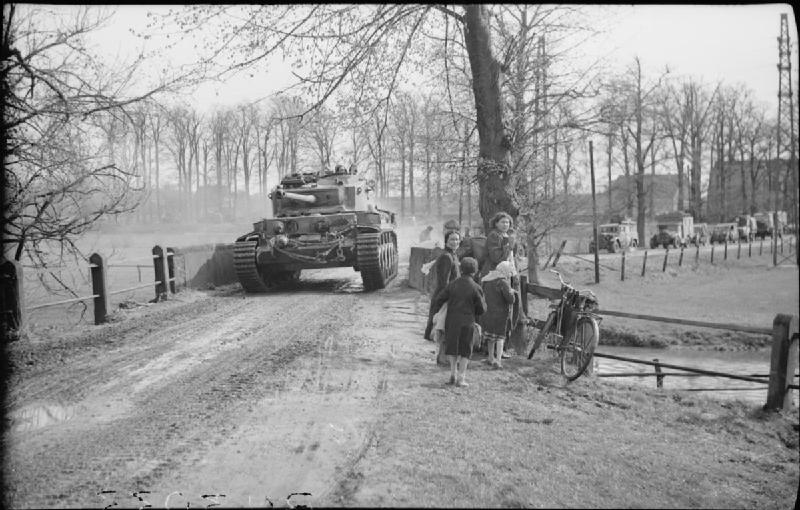
Panzer der 11th Armoured Division überqueren die Römerbrücke am 3. April 1945

Die Römerbrücke ist eine historische Bogenbrücke über einen Altarm der Hase bei Osnabrück. Die aus drei Rundbögen bestehende Brücke ist ein Baudenkmal der Stadt Osnabrück.
Ursprünglich überspannte die 1718 aus quadratischen Bruchsteinen erbaute Brücke den Fluss Hase. Als der Fluss in den 1910er Jahren beim Bau des parallel verlaufenden Stichkanals begradigt wurde, blieb unter der Brücke ein Teil des ehemaligen Hasebetts als Altarm erhalten. Der Name Römerbrücke stammt trotz der nahen Fundregion Kalkriese nicht direkt von den Römern. Vorstellbar ist eine Namensableitung von einer Familie Röper, welche Ackerflächen in der Nähe besessen hatte. Auch möglich ist die Namensgebung aufgrund des Baustils, der an in der Römerzeit gebaute Rundbogenbrücken erinnert, wie dies bei der im gleichen Zeitraum gebauten Römerbrücke in Hunteburg der Fall ist.
Durch den Altarm der Hase und damit mitten auf der Römerbrücke verläuft die Grenze zwischen den Stadtteilen Pye und Eversburg. Da die historische Brücke nicht für den modernen Kraftverkehr ausgelegt ist, wurde die Durchfahrtsabmessung auf 2 Meter in der Breite und bei 2,8 Metern Höhe begrenzt.
Knapp nördlich der Römerbrücke beginnt die Rampe zur ebenfalls manchmal als Römerbrücke betitelten Brücke Nr. 79 (km 10,722) über den Stichkanal Osnabrück.
Gegen Ende des Zweiten Weltkriegs wurde am 3. April 1945 die Römerbrücke kampflos und unbeschädigt durch das 3rd Royal Tank Regiment der 11th Armoured Division der britischen Armee eingenommen, die das Stadtzentrum von Osnabrück nördlich umging. Nach der Einnahme der Brücke entstand das nebenstehende Foto der No 5 Army Film & Photographic Unit, auf dem ein Panzer vom Typ Comet die Römerbrücke überquert. Dieses Bild ist vielfach in verschiedenen Büchern und Medien publiziert worden.
Trotz der beengten Fahrbahnsituation überqueren täglich mehr als 4000 Pkws die schmale Brücke. Dies führte häufig zur Gefährdung der Radfahrer und Fußgänger, welche ebenfalls die Brücke nutzten. Aufgrund dessen wurde die Bogenbrücke um eine Fuß- und Fahrradbrücke ergänzt. Die zusätzliche Brücke mit 25 Metern Spannweite ist nur für Fußgänger und Fahrradfahrer nutzbar, während die Römerbrücke weiter dem Autoverkehr dient. Eine zunächst angedachte Umleitung des Rad- und Fußverkehrs um den Altarm herum wurde aufgrund des entstehenden Umwegs verworfen. Ebenso wurde eine Autobrücke oder ein Umweg für Autos wegen zu hoher Kosten verworfen. Die Eröffnung fand Mitte 2021 statt.